# Das Wunder der Heliane
Das Wunder der Heliane op. 20 ist eine Oper in drei Akten von Erich Wolfgang Korngold.

## Geschichte
Die Uraufführung am 7. Oktober 1927 unter dem Dirigenten Egon Pollak an der Hamburgischen Staatsoper war Presseberichten zufolge ein großer Erfolg mit „frenetischen“ Reaktionen des Publikums. Das Werk geriet jedoch schnell in die Schusslinie von Korngolds Gegnern, nachdem sein Vater Julius Korngold versucht hatte, eine Produktion von Ernst Kreneks extrem erfolgreicher Oper Jonny spielt auf in Wien zu verhindern. Trotz Aufführungen an insgesamt zwölf Opernhäusern fiel es nun durch und verschwand anschließend in der Versenkung. Kritiker aus Frankfurt und Wien hielten es für anachronistisch. Zudem galt die Aufführung im Jahre 1928 unter Bruno Walter an der Städtischen Oper Berlin als künstlerisch misslungen. Wenig später belegten die Nationalsozialisten Korngold wegen seiner jüdischen Herkunft mit einem Aufführungsverbot.
Nach dem Zweiten Weltkrieg wurde das Werk erstmals wieder 1970 an der Flämischen Oper Gent inszeniert.
Im Rahmen der Reihe Entartete Musik wurde die Oper 1992 in Berlin für die DECCA aufgenommen. Unter der Leitung von John Mauceri singen Anna Tomowa-Sintow, Hartmut Welker und John David de Haan. Die britische Erstaufführung fand 2007 in der Londoner Royal Festival Hall unter Vladimir Jurowski statt.
Die nach wie vor wenig bekannte Oper wurde 2010 in einer Koproduktion mit dem Nationaltheater Brünn am Pfalztheater Kaiserslautern unter Uwe Sandner in der Regie von Johannes Reitmeier szenisch aufgeführt. Die Bühnenbilder im Stile des Films Metropolis stammten von Daniel Dvorak, die Kostüme von Thomas Dörfler. Die Titelpartie sang Sally du Randt. 2012 wurde die Inszenierung von Heinz Lukas-Kindermann in Brünn einstudiert.
Die Volksoper Wien brachte im Jänner 2017 drei konzertante Aufführungen der Oper unter der musikalischen Leitung von Jac van Steen mit Annemarie Kremer in der Titelrolle sowie Daniel Kirch und Martin Winkler. Das Philharmonische Orchester Freiburg spielte die Heliane im Juli 2017 zweimal konzertant im Konzerthaus Freiburg unter der Leitung von Fabrice Bollon, ebenfalls mit Annemarie Kremer in der Titelrolle, Michael Bedjai (Der Fremde) und Aris Argiris (Der Herrscher). Ein Mitschnitt der Aufführungen wurde 2018 von Naxos auf CD veröffentlicht.
Im März 2018 erlebte die Oper an der Deutschen Oper Berlin mit Sara Jakubiak und Brian Jagde in den Hauptrollen unter der Leitung von Marc Albrecht in der Regie von Christof Loy eine umjubelte Premiere. Einige Aufführungen wurden aufgezeichnet und im Juni 2019 auf DVD/Blu-ray Disc veröffentlicht. Die Aufnahme erhielt den Opus Klassik 2020 in der Kategorie „Operneinspielung 20./21. Jahrhundert“.

## Inhalt

### Erster Akt
Der tyrannische Herrscher leidet darunter, dass er die Liebe seiner Frau Heliane nicht erringen kann. Weil er selbst unglücklich ist, duldet er es auch nicht, dass seine Untertanen glücklich sind. Ein junger Fremder, der kürzlich ins Land gekommen und den Menschen Leben und Freude gebracht hat, wurde verhaftet und zum Tode verurteilt. Das Urteil soll bei Sonnenaufgang vollstreckt werden.
Am Abend vor der Urteilsvollstreckung besucht der Herrscher den Gefangenen, um den Grund für sein Handeln zu erfahren. Er wolle die Menschen glücklich machen, sagt der Fremde. Dazu seien sie nicht reif, meint der Herrscher. Der Fremde bittet um Gnade, aber der Herrscher besteht auf der Hinrichtung, stimmt aber zu, dass der Fremde die letzte Nacht seines Lebens losgekettet bleiben dürfe. Nachdem ihr Gatte den Gefangenen verlassen hat, kommt Heliane in die Zelle um den Fremden zu trösten. Dabei erkennt sie seine Güte und ihre Gefühle für ihn schlagen von Mitleid und Trauer in Liebe um.
Der Fremde bewundert Helianes Schönheit und sie löst ihr langes goldenes Haar, zeigt ihre nackten Füße und steht schließlich völlig nackt vor ihm. Der Fremde fragt Heliane, ob sie bereit wäre, sich ihm in der letzten Nacht seines Lebens hinzugeben, aber sie weigert sich und geht in die Kapelle um für den Fremden zu beten.
Der Herrscher kehrt in die Zelle zurück und unterbreitet dem Fremden das Angebot, er würde ihn begnadigen, wenn er die Königin lehre, ihn, den König zu lieben. Heliane, immer noch nackt, kehrt aus der Kapelle zurück und ist entsetzt, ihren Mann in der Zelle zu finden. Dieser befiehlt in seinem Zorn den Tod des Fremden und Helianes Anklage.

### Zweiter Akt
Richter und Henker werden durch die Botin herbestellt und auch der blinde Schwertrichter erscheint. Heliane soll vor Gericht gestellt werden, weil der Herrscher sie des Ehebruchs mit dem Fremden beschuldigt. Heliane kann nicht leugnen, dass sie nackt vor dem Fremden stand, aber sie besteht darauf, dass sie sich ihm nur in Gedanken hingab. Der Herrscher drückt ihr seinen Dolch an die Brust und sagt ihr, sie solle sich selbst töten.
Der Fremde wird hereingebracht um als Zeuge auszusagen, aber er verweigert die Aussage, ehe er nicht kurz mit Heliane allein sein dürfe. Er küsst sie, nimmt den Dolch an sich und tötet sich selbst, wodurch die Wahrheit, die der Herrscher von ihm erfahren wollte, für immer verborgen bleibt. Der Herrscher entlässt das Gericht und sagt Heliane, dass sie sich einem Gottesurteil zu unterwerfen habe: Wenn sie unschuldig ist, wie sie behauptet, muss sie den Fremden wieder zum Leben erwecken. Entrückt stimmt sie zu.

### Dritter Akt
Vor dem Palast des Herrschers steht die Totenbahre, vor der sich eine Menschenmenge versammelt hat. Die Richter und der blinde Schwertrichter sind ebenfalls erschienen. Heliane schwört feierlich, den Toten zu erwecken, bricht jedoch vor der Leiche zusammen. Das von der Botin aufgehetzte Volk will sie verbrennen, der Herrscher hält es zurück. Sie weint und will nicht lügen, sondern eingestehen, dass sie den jungen Fremden geliebt hat. Als der Herrscher sie weinen sieht, will er sie vor der Anklage bewahren, aber nur unter der Bedingung, dass sie die Seine sein soll. Doch er wird zurückgewiesen und überlässt seine Frau der Menge. Die Menge schleppt sie an den Pfahl, an dem sie sterben soll. Da ertönt ein Donnerschlag, Sterne erscheinen am Himmel und alle sind gebannt, als sich die Leiche des jungen Fremden von der Bahre erhebt. Wie durch ein Wunder ist er noch am Leben. Heliane reißt sich von der Menge los und stürzt sich in die Arme des geliebten Fremden. Wutergriffen stößt der Herrscher sein Schwert in Helianes Brust. Der Fremde segnet die Menge und verbannt den Herrscher, dessen Macht gebrochen ist. Der Fremde schließt Heliane in seine Arme und vereint in ihrer Liebe steigen sie zum Himmel empor.

## Rezeption
Aus der Rezension von Alfred Einstein der „Uraufführung am Hamburger Stadttheater“ im Berliner Tageblatt vom 8. Oktober 1927:

„Es gehört eine ungeheure Naivität, ein wirkliches Jenseits von Gut und Böse allen Geschmacks dazu, an diese Opernhaftigkeit aller Opernhaftigkeiten Musik zu hängen. […]  [Korngolds] Musik ist unvergleichlich besser als das Libretto; sie ist empfunden, wahr, gefühlt, man spürt dies jeden Augenblick. Und dennoch ist man keinen Augenblick gepackt, keinen Augenblick ‚ergriffen‘ im eigentlichen Sinne. Das Textbuch zwingt den Musiker zu fortwährender Uebersteigerung des Ausdruckes; es herrscht, je nachdem, in den ‚dramatischen‘ Stellen entweder Krampf, oder in den lyrischen ein Hoch- und Weiheton, der jede echte Innigkeit, jede echte Natürlichkeit verhindert. […] Der Erfolg hätte nicht glänzender sein können – der Beifall nahm nach jedem Aktschluß enthusiastischer(e) Formen an, und Korngold konnte sich vom zweiten Akt an mit seinen Helfern viele Male zeigen.“

Die Produktion der Deutschen Oper Berlin 2018 wurde in der Kritikerumfrage der Zeitschrift Opernwelt als „Wiederentdeckung des Jahres“ ausgezeichnet.